# جون فوكس (صحفي)
جون فوكس (بالإنجليزية: John Fox Jr.) (و. 1862 – 1919 م) هو صحفي، ومؤلف، وروائي، وكاتب أمريكي، ولد في مقاطعة بوربون، كان عضوًا في الأكاديمية الأمريكية للفنون والآداب، توفي عن عمر يناهز 57 عاماً، بسبب ذات الرئة.

## التعليم
تعلم في جامعة هارفارد
.

## وصلات خارجية
- جون فوكس على موقع IMDb (الإنجليزية)
- جون فوكس على موقع قاعدة بيانات برودواي على الإنترنت (الإنجليزية)
- جون فوكس على موقع قاعدة بيانات الفيلم (الإنجليزية)

- جون فوكس في قاعدة بيانات الأفلام على الإنترنت